# Климат Севастополя
Климат Севастополя близок к субтропическому климату Южного берега Крыма с той разницей, что город расположен к западу от главной гряды Крымских гор и защищён от вторжения континентальных воздушных масс только с восточного направления, но относительно уязвим с северного и северо-восточного направлений. Севастополь расположен на одной широте с Миланом (Италия) и Лионом (Франция). Однако в отличие от них, на климат Севастополя море оказывает ещё большее влияние.
По классификации Кёппена климат на большей части территории Севастопольского региона относится к субтропическому океаническому (обозначение: Cfa) с жарким летом и без явно выраженного сухого сезона, но имеет свои особенности в двух микроклиматических подзонах :
- в предгорных поселениях (Терновка, Орлиное, Передовое) — сравнительно мягкий, более прохладный умеренный морской климат (обозначение: Cfb),
- на юго-восточном побережье (от мыса Айя до мыса Сарыч, район бухты Ласпи) — субтропический средиземноморского типа (обозначение по Кёппену: Csa)[2].

Среднемесячная температура воздуха в течение всего года является положительной. Самый холодный месяц — январь (средняя температура +2,9 ºС), самый тёплый — июль (средняя температура +22,5 ºС). Температура поверхностного слоя воды Чёрного моря у побережья Севастополя также всегда выше нуля, а в августе составляет в среднем +23,8 ºС. Атмосферные осадки в течение года выпадают довольно равномерно: от 280 до 400 мм/гг. Наиболее сухой месяц в году — май.
На территории Севастополя расположены две метеостанции. Главная станция с индексом WMO ID 33991 расположена чуть восточнее исторического ядра города, на Павловском мысу, на берегу Севастопольской бухты. Вторая станция с индексом WMO ID 33994 находится в крайней западной точке города, на далеко выступающем в открытое море мысе Херсонес, на территории Херсонесского Маяка.
| Показатель                    | Янв. | Фев. | Март  | Апр. | Май  | Июнь | Июль | Авг. | Сен. | Окт. | Нояб. | Дек.  | Год  |
| ----------------------------- | ---- | ---- | ----- | ---- | ---- | ---- | ---- | ---- | ---- | ---- | ----- | ----- | ---- |
| Абсолютный максимум, °C       | 20,4 | 23,9 | 27,2  | 31,1 | 34,0 | 37,0 | 38,3 | 39,0 | 37,5 | 32,8 | 28,5  | 24,5  | 39,0 |
| Средний суточный максимум, °C | 5,9  | 6,0  | 8,9   | 13,6 | 19,2 | 23,5 | 26,5 | 26,3 | 22,4 | 17,8 | 12,3  | 8,1   | 15,9 |
| Средняя температура, °C       | 2,9  | 3,0  | 5,6   | 9,9  | 15,1 | 19,7 | 22,5 | 22,2 | 18,1 | 13,4 | 8,7   | 5,2   | 12,2 |
| Средний суточный минимум, °C  | −0,2 | −0,4 | 2,0   | 6,1  | 11,1 | 15,5 | 18,2 | 17,9 | 13,9 | 9,9  | 5,4   | 2,0   | 8,5  |
| Абсолютный минимум, °C        | −20  | −22  | −17,7 | −4,4 | 0,6  | 6,7  | 11,1 | 10,6 | 2,0  | −7,5 | −12,5 | −21,9 | −22  |
| Норма осадков, мм             | 36   | 30   | 27    | 26   | 24   | 32   | 27   | 28   | 37   | 37   | 43    | 45    | 393  |
| Источник: [3]                 |      |      |       |      |      |      |      |      |      |      |       |       |      |

## Изменения климата
В течение всего периода наблюдений существует статистически значимая тенденция роста среднемесячных температур как в холодное, так и в тёплое время года, ускорившаяся в последние десятилетия.
| Показатель              | Янв. | Фев. | Март | Апр. | Май  | Июнь | Июль | Авг. | Сен. | Окт. | Нояб. | Дек. | Год  |
| ----------------------- | ---- | ---- | ---- | ---- | ---- | ---- | ---- | ---- | ---- | ---- | ----- | ---- | ---- |
| Средняя температура, °C | 3,8  | 4,3  | 6,9  | 10,7 | 16,5 | 21,4 | 24,0 | 24,1 | 19,4 | 13,9 | 9,5   | 5,7  | 13,4 |
| Источник:               |      |      |      |      |      |      |      |      |      |      |       |      |      |

## Климат Херсонесского Маяка
Климатические условия в районе Херсонесского Маяка отличаются более высокими средними температурами в течение всего года за исключением второй половины весны, когда сказывается охлаждающее влияние открытых вод Чёрного моря.
| Показатель              | Янв. | Фев. | Март | Апр. | Май  | Июнь | Июль | Авг. | Сен. | Окт. | Нояб. | Дек. | Год  |
| ----------------------- | ---- | ---- | ---- | ---- | ---- | ---- | ---- | ---- | ---- | ---- | ----- | ---- | ---- |
| Средняя температура, °C | 4,6  | 4,8  | 7,2  | 10,6 | 16,1 | 21,5 | 24,4 | 24,9 | 20,5 | 15,1 | 10,4  | 6,6  | 13,9 |
| Источник:               |      |      |      |      |      |      |      |      |      |      |       |      |      |

## Температура воды
В Севастопольской бухте лёд появляется только в исключительно холодные зимы (1928/29гг.; 1953/54гг.) в виде начальных видов дрейфующего льда в устье реки Черной и в верхней части Южной бухты.
| Показатель              | Янв. | Фев. | Март | Апр. | Май  | Июнь | Июль | Авг. | Сен. | Окт. | Нояб. | Дек. | Год  |
| ----------------------- | ---- | ---- | ---- | ---- | ---- | ---- | ---- | ---- | ---- | ---- | ----- | ---- | ---- |
| Абсолютный максимум, °C | 11,7 | 10,6 | 11,9 | 15,4 | 23,1 | 26,3 | 28,6 | 30,1 | 27,0 | 23,5 | 19,6  | 14,9 | 30,1 |
| Средняя температура, °C | 7,3  | 6,5  | 7,5  | 10,1 | 15,0 | 20,2 | 23,1 | 23,8 | 21,1 | 17,1 | 12,9  | 9,3  | 14,5 |
| Абсолютный минимум, °C  | 1,7  | −0,2 | 1,5  | 5,8  | 8,6  | 11,5 | 12,9 | 13,7 | 14,1 | 7,4  | 1,8   | 0,4  | −0,2 |

## Облачность и солнечное сияние
Продолжительность солнечного сияния достигает 2342 часа, а в июле в Севастополе не закрытый облаками солнечный диск господствует на небе в течение 356 часов. Это на несколько часов больше, чем восточнее — в Ялте и Алуште, и на 122 часа больше, чем в более южном черноморском городе Батуми.
| Солнечное сияние, часов за месяц | Солнечное сияние, часов за месяц | Солнечное сияние, часов за месяц | Солнечное сияние, часов за месяц | Солнечное сияние, часов за месяц | Солнечное сияние, часов за месяц | Солнечное сияние, часов за месяц | Солнечное сияние, часов за месяц | Солнечное сияние, часов за месяц | Солнечное сияние, часов за месяц | Солнечное сияние, часов за месяц | Солнечное сияние, часов за месяц | Солнечное сияние, часов за месяц | Солнечное сияние, часов за месяц |
| Месяц                            | Янв                              | Фев                              | Мар                              | Апр                              | Май                              | Июн                              | Июл                              | Авг                              | Сен                              | Окт                              | Ноя                              | Дек                              | Год                              |
| Солнечное сияние, ч              | 62                               | 75                               | 145                              | 202                              | 267                              | 316                              | 356                              | 326                              | 254                              | 177                              | 98                               | 64                               | 2342                             |
| -------------------------------- | -------------------------------- | -------------------------------- | -------------------------------- | -------------------------------- | -------------------------------- | -------------------------------- | -------------------------------- | -------------------------------- | -------------------------------- | -------------------------------- | -------------------------------- | -------------------------------- | -------------------------------- |

## Ветровой режим
В районе нынешнего Севастополя преобладающими по повторяемости являются северо-восточные и восточные ветры, за исключением нескольких летних месяцев, когда здесь характерны бризовые ветры, ночью тихие восточные, днем северо-западные. Все же остальное время года господствуют ветры восточной половины горизонта. Но Крымский полуостров горист и это создает специфические условия ветрового режима в районе Гераклейского полуострова, расположенного к западу от Главной гряды Крымских гор. При преобладающих для этого района северо-восточных и восточных ветрах, горы как бы «экранируют» районы побережья от реки Бельбек до Балаклавской бухты, то есть всего Гераклейского полуострова. И когда по общей ветровой ситуации повсюду на крымском побережье дуют сильные ветры (например: у г. Евпатория — 20 м/сек, у мыса Сарыч — 25 м/сек, у мыса Ай-Тодор — 15 м/сек и т. д.), в районе Севастополя отмечается штиль или слабый юго-западный ветер до 4 м/сек. При общей облачности и дождях над Крымом в районе Севастополя стоит ясная тихая погода. В море этот эффект распространяется на расстояние до 20 км.